# Кулевча
 Тази статия е за селото в Украйна.  За селото в България вижте Кюлевча.  
Кюлевча (на украински: Кулевча) е село в Белгородднестровския район на Одеска област.

## География
Селото е разположено на река Хаджидер (речно корито- от разговорен турски), на 22 км от районния център Сарата и на 13 км от главния път Одеса - Измаил. В селото има жп гара Кулевча по линиията Одеса – Измаил.

## Население
Според преброяването в Украйна през 2001 година в село Кюлевча живеят 4032 души, от които:
- българи: 98 %
- украинци: 1 %
- руснаци: 0,9 %
- немци: 0,1 %

В селото е българското учебно заведение към украинската училищна мрежа "Средно общообразователно училище — с. Кулевча/Кюлевча, Саратски район" фолклорна младежка група Български сърца и дори свой женски отбор по борба.

## История
Село Кулевча е основано през 1830 г. от преселници из село Кюлевча, Шуменско. През 1835 г. в селото са живели 74 фамилии на заддунавските преселенци, общо 380 души. 
Според архивните документи 1835г. сред първите заселници в селото имало фамилии (оригиналната орфография е запазена):  
Братинови, Попови, Петрови, Христодорови, Качанови, Шкимбови, Карамаркови, Кулжиеви, Иваногло, Минча, Станчеви, Мигови, Панайотови, Галюрови, Стафидови, Станеви, Фукарови, Адърови, Баснарови, Мандража, Станкови, Цвеклови, Самокиш, Статирови, Кофови, Бочевар, Бойчови, Налбант, Пилеви, Яневи, Петкови, Сулакови, Фучижи, Коченови, Древови, Кослио, Къневи, Чеплак, Пейчови, Трошанови, Кокаланови, Калинови, Бочуаримови, Кимуржи, Будура, Домощиогло, Кочман, Делижан, Чашко, Домовчи, Кися, Вололовцови, Комари, Кремениш, Бочуариогло, Славови, Жекови, Янулови, Николови, Караулан, Малио.
Вече в 1842 г. в селото има над 450 жители. През 1850 година в Кулевча са живеели 758 души, а през 1859г населението вече са увеличи до 921 души.
През 1870 г. населението му е наброявало 1401 жители, а през 1875 г. – 1443 души. През 1946 г. името на селото е било променено на Колесное. През 1995 г. е върнато старото име на селото.
Основната забележителност на селото е цъкрвата Св. Николай, която е известна с чудотворната икона на Св. Богородица. Веднъж годишно чудотворната икона се украсява с лилии, които изсъхват след време и след няколко месеца отново разцъфтяват. Поклонници от цяла Украйна се стичат в селската църква, за да търсят изцеление от болести и недъзи.

## Известни личности
- Виталий Алайбов (р. 1969) – кандидат за кмет на град Одеса през 2010 г.
- Стефан Домусчи – протоиерей, заслужил художник на Русия.